# Tabanus rectilineatus
Tabanus rectilineatus är en tvåvingeart som beskrevs av Schuurmans Stekhoven 1926. Tabanus rectilineatus ingår i släktet Tabanus och familjen bromsar. Inga underarter finns listade i Catalogue of Life.